# 最终幻想V
《最终幻想V》（台湾旧译）是由史克威尔开发并发行的电子角色扮演游戏，是最终幻想系列的第五部正傳作品。1992年日文版游戏于超级任天堂平台首发，後有1998年PlayStation和2006年Game Boy Advance的移植版。玩家扮演主角旅行者巴茲，乘著陸行鳥波可探索著奇幻背景的世界。1994年制作的原創動畫錄影帶《最终幻想》與本作有共同世界觀，讲述了本作結局後的故事。游戏于2011年4月在日本PlayStation Network发行。使用了高分辨率图形重製的手機版于2013年3月上架iOS，Android版于2013年9月发行。
《最终幻想V》因角色培養高度自由，职业系统大幅扩展而获得称赞。初始的SFC版游戏只在日本发行，但該版销量依然達到245万份。直到多年後移植PlayStation平台時，才首次推出日文以外的版本。

## 游戏玩法
《最终幻想V》使用了许多标准的角色扮演游戏元素，并革新了早期最终幻想游戏引入的元素。玩家以俯视视角移动角色；城镇、迷宫等地点通过世界地图连接起来。依照游戏状况，玩家可以通过步行、陆行鸟、水龙牵引的船、飞龙或飞空艇移动。城镇四散分布在世界中，其多数设有可供休息的旅馆，可以购买装备的商店，以及可让玩家获取信息的居民。随着游戏进行，玩家还可完成几个支线任务。通过和世界地图或迷宫中随即出现的敌人作战，玩家可以获得经验值并提升力量。当经验值上升到一定程度，角色就会“升级”，生命值或魔法值等状态值将会提升。通过菜单制操作系统，玩家可在战斗之外装备物品、疗伤、为每个角色选择职业，并可保存游戏进度。
《最终幻想V》是第二个使用即时战斗（ATB）系统的最终幻想游戏，在战斗中对于玩家和敌人，时间会不断流动。该系统于《最终幻想IV》首先创立，但当时无法明显显示接下来该轮到哪个角色行动。在《最终幻想V》中，通过根据角色速度填充的时间仪，或“ATB条”，玩家可以看见战斗中将轮到哪个角色行动。当轮到待选角色行动时，玩家有多个命令可供选择，如使用装备武器攻击敌人，使用特殊技能或道具，或是改变角色前后排的位置。《最终幻想V》使用时间仪的ATB机制在后来的系列的四部游戏中再度使用。
過往《最終幻想》系列中的出現異常狀態是簡單自行解除，但是本作品加入更困難可以回復，就是喪屍和老人，使得難易度提升，隨後作品都會加入。

### 职业系统
《最终幻想V》游戏系统方面的主要特色是职业系统。玩家可以自由为角色选择需要精通的职业,以掌握特殊能力，并可能精通全部全部22种（Game Boy Advance版为26种）职业。每个角色初始职业为“佣兵”；若要获得新职业，玩家必须取得水晶碎片。该系统改进自《最终幻想III》；一些旧职业在《最终幻想V》中重新使用或修改，如黑魔法师和盗贼。游戏还为系列引入了几个新职业，如蓝魔法师、时空魔法师和模仿师。这些职业也都出现在之后的很多最终幻想作品中。
当开启职业系统为玩家开启后，角色就随常规经验值一起，开始赚取另一种独立的经验值——能力值（AP）。角色通过积累AP获得职业等级；在每个职业等级之后，需要大量经验值增长。AP和职业等级不能再职业之间继承。随着职业等级增长，角色将可定制能使用的新技能；角色习得的职业特殊能力可继承给新职业。例如一个有黑魔法师职业等级的骑士，通过将黑魔法设定为第二命令，便可在战斗中使用黑魔法师和骑士的技能。这些能力多种多样，一些通过战斗中的特殊指令发动，另一些则为先天固有，或在一定条件下自动发动，如盗贼的“警觉”技能可以防止敌人后方攻击。该系统可让玩家深层次订制角色。

## 情节

### 设定
《最终幻想V》的背景故事通过剧情过场和非玩家角色的对话逐步彰显。在游戏情节发生前的一千年，一个名为恩诺的强大法师通过邪恶实体“无”的力量危害世界。人们使用十二神器击败了恩诺；然而，无本身不能被毁灭。因此人们将世界的四个元素水晶分为两部分，创造了两个世界，将恩诺封印于两个世界的次元狭缝中。
在近1000年的和平中，两个世界因各自风水火地水晶的力量而繁荣。新的城镇开始繁荣，乘船成为贸易与交流的关键手段。然而，第二世界有一股黑暗的力量涌动着——随着无的封印，恶魔们被封印在穆亚大森林的一棵树中，而这些恶灵聚集，一棵树成为了游戏的头号反派艾克斯迪斯。当艾克斯迪斯想将世界据为己有时，被称为“晓之四战士”的勇者用第一世界的水晶将其封印，之后和平又再次降临30年。

### 角色
《最终幻想V》有5个玩家角色，但玩家同时只能操作四名角色。巴兹·克劳萨是一名环游世界的旅行者，因为探查陨石的撞击而卷入情节。蕾娜·夏洛特·特肯是是特肯王国的公主，她去跟随调查风之神殿水晶的父亲。巴兹在游戏开始从哥布林手中救下了昏迷的她。格鲁夫·哈姆·巴尔德希温是在陨石旁边发现的神秘失忆老头。法利斯·夏尔威兹是海盗头领，在巴兹、蕾娜和格鲁夫试图偷船是抓住了他们；她隐藏了自己莎莉莎·萨西维·特肯的身份。古露露·梅尔·巴尔德希温是格鲁夫的孙女，并在和主角一行旅行时继承了格鲁夫的能力。
其他主要角色有晓之四战士——巴兹的父亲多尔干·克劳萨、凯尔卡·土伦德特和杰萨·马蒂亚斯·桑凯特，格鲁夫是晓之战士。游戏还有几名配角，包括机械师席德·普瑞维亚与孙子米兰·普瑞维亚，以及贤者乌龟基多。艾克斯迪斯的心腹之一基尔加美修是在游戏第二部分多次出现的小头目。基尔加美修还在后来的最终幻想作品中出现，如《最终幻想VIII》、《最终幻想XII》和《最终幻想XIII-2》的下载包。角色概念创作图由系列主要美工师天野喜孝设计。

### 剧情
《最终幻想V》情节从风逐渐消缓陈腐的一天开始。泰肯王对此深感不安，在并骑在飞龙的背上前去风之神殿，平息他女儿蕾娜公主的不安。在到达神殿后，国王亲眼目睹了水晶的粉碎。与此同时，一个名为巴兹的年轻旅行者在特肯附近的树林中休息，他目睹了一块陨石坠落在城堡外面的地上。巴兹立即赶去调查，发现昏迷的蕾娜倒在地上被怪物拖走。在将她救出后，他们发现了一个名为格鲁夫，失去部分记忆的老人。蕾娜解释称她跟着父亲前去风之神殿，这时格鲁夫突然想起这便是他的目的地，并选择随她同去。尽管巴兹和两人各奔东西，但很快在地震的山谷中，巴兹再次遇到受到攻击的二人。三人一起旅行，发现因为陨石坠落的地震，所有陆路都被堵住了。在一个地下洞窟中，他们遇到了海盗及头领法利斯。在海盗头领的帮助下，一行来到了风之神殿，发现了破碎的水晶，但却没有找到失踪国王的信息。碎片对他们起了感应，同时出现了特肯王的形象，并告诉他们必须保护剩下的水晶。
最后一行人发现，水晶封印着艾克斯迪斯；若水晶被破坏，不但黑暗会解放，星球本身也将变的无法居住。一行人尽力去守护水、火、土之水晶；但因为人类的愚行，或被封印的艾克斯迪斯的影响，他们都失败了。解放后的艾克斯迪斯击败了一行人，并返回了自己的世界。格鲁夫的孙女古露露乘坐陨石到来，恢复了格鲁夫的记忆；他回忆道，他和艾克斯迪斯来自同一个世界，并和古露露返回了家乡。巴兹等人决定，这场战斗不是格鲁夫一个人的，并一起前往遥远的另一个星球，而艾克斯迪斯为追寻那个世界的水晶已经开始了破坏。
三人到达另一个世界时被俘虏，但格鲁夫将他们救出，并在途中击败了艾克斯迪斯的副手基尔加美修。然而在逃跑途中，他们被魔法屏障的启动炸到大陆的远方，但最终被救回格鲁夫的王国，帕蒂城。一行人会见了格鲁夫的同伴，原晓之四战士之一的萨沙，并得知巴兹的父亲也是他们的一员。他们合作解除了围绕艾克斯迪斯城堡的屏障，但萨沙为此牺牲了生命。之后他们的了解了艾克斯迪斯的起源，并前去长老之木解开封印。艾克斯迪斯抢险于主角一行放火烧了穆亚大森林并将一行束缚。古露露赶来相助，但自己却被艾克斯迪斯困住。看到孙女被抓住，格鲁夫脱出了束缚并拼死和艾克斯迪斯战斗，直到其逃跑才倒下。尽管一行尽力，但仍然没能救回格鲁夫，格鲁夫将他的能力传给了古露露。一行继续向艾克斯迪斯的城堡前进并击败了他，但剩下的水晶依然粉碎，同时两个世界重新结合到了一起。
一时间，艾克斯迪斯似乎被彻底消灭，一行人在特肯开宴会庆祝。然而巴兹被贤者基多叫去。在见面时，古露露身上的一根刺突然飞出来并变成艾克斯迪斯，如今复活的他已经可以完全操纵“空”他使用空让整个城镇和王国消失，并将现实撕裂。幸运的是，由于世界的统一，存放一千年前平息恩诺所用神器的古代遗址开启了。在装备武器后，一行人进入了狭缝，在次元中心见到了恶魔森林形态艾克斯迪斯，但他将主角一行也吸入无中。在之前牺牲伙伴的帮助下，一行人回到了的艾克斯迪斯面前，打败的他被无之力吞噬。并转变为尼奥·艾克斯迪斯，意图用其摧毁现实。一行最终将其击败，并使用水晶碎片的力量再次封印无，并恢复和统一世界与水晶本身。结局详细说明了世界恢复后的事件，并会根据击败尼奥·艾克斯迪斯时存活的队员而变化。在最后，存活的队员拜访了长老之木，发现先前阵亡的队员复活了。

## 开发
《最终幻想V》的总监为坂口博信，他担任最终幻想系列创作人至《最终幻想IX》，坂口这是他最喜欢的最终幻想游戏。角色、图像和作品Logo由系列插画者与图像设计者天野喜孝设计，实际的角色子画面由涉谷员子设计。怪兽由野村哲也设计。喜孝曾称，他认为他最喜欢的最终幻想设计在《最终幻想V》法利斯和《最终幻想VI》泰拉的刻画之间。剧本文字的编写由坂口和北瀨佳範合作完成。坂口构思并主管情节，北濑尝试为相对严肃的故事加入更多幽默来缓和。职业系统由伊藤裕之设计，他也和松井聪彦一同担任战斗规划。飞空艇场景使用了Mode 7效果，飞空艇的移动会产生星球绕轴旋转的效果。史克威尔雇佣了45人的团队创作游戏，并使用16 MB的空间容纳子图形、动画和细节背景。《GamePro》1993年5月刊中称，日本当局要求史克威尔不要在教学日发售游戏，否则小学生会去逃课排队购买游戏。
《最终幻想V》日版后发行后不久开始官方英文化。游戏在北美标题定为“最终幻想III”，但项目最终未能实现。翻译员泰德·伍尔西在1994年的访谈中解释称，《最终幻想V》“正好难以让一般玩家足够接近”。谣言称将可能尝试第二次本地化，并将游戏定名为“最终幻想 极致”（Final Fantasy Extreme），但该尝试也取消了。第三个尝试是，将游戏移植到Microsoft Windows个人电脑上，并由开发商Top Dog Software在北美发行，但这也取消了。另一个尝试是约在1998年“由Eidos Interactive经手”为北美移植到Windows，但并不清楚这是和Top Dog Software相同的版本还是真正的第四次尝试。连续取消本地化激怒了爱好者，致使《最终幻想V》成为了首个爱好者完全英文化的游戏。

## 移植与重制
《最终幻想V》由东星软件移植于索尼PlayStation，游戏于1998年3月19日发行；其与1999年收录于《最终幻想收藏集》中再发行，合集另外两部游戏是《最终幻想IV》和《最终幻想VI》。PlayStation版加入了为开场与结尾加入了新的全动态影像过场，并新增了“备忘录存档”功能，而游戏其他方面依然没有变化。史克威尔发行了5万份带有最终幻想主题闹钟的限量版游戏。同年，史克威尔在北美发行了PlayStation合集《最终幻想选集》，其收录了《最终幻想V》和PlayStation版《最终幻想VI》。这标志着游戏首发七年后，首次在日本以外发行。2002年，史克威尔在欧洲和澳大利亚发行该版本游戏但这次是和《最终幻想IV》一起发行。英语版游戏在原版上做了变动——最明显的是法利斯设定为凯尔特“海盗”特点，同时角色名字翻译也和日本官方罗马字不同，如“Bartz”之于“Butz”，“Gill”之于“Guido”。2012年12月18日，移植版和其他游戏打包，在日本以《最终幻想25周年纪念极致选集》为题发行。
在PlayStation 2发行后，索尼报告称，新系统和《最终幻想选集》的《最终幻想V》部分有兼容性问题。若玩家尝试存档游戏，游戏将会出现图形错误的bug。史克威尔之后声明称，只是存档屏幕会崩坏，若玩家希望则仍可存档，反复进出存档屏幕将可看到正常的屏幕。在PAL区和Greatest Hits版《最终幻想选集》中，不兼容问题已被修复。
《最终幻想V》再次由东星移植于任天堂Game Boy Advance平台，游戏于2006年10月12日以《最终幻想V Advance》为题在日本发行，美版和欧版的发行时间为2006年11月6日和2007年4月20日。和前作的Game Boy Advance移植版类似，该版本更新了图像，但变化非常细微。该版本加入了四个新职业，一个名为“封印神殿”的新迷宫，以及一个新的可选头目，《最终幻想V》背景故事中的恩诺，该头目由原版游戏的怪兽设计师野村哲也设计。此外，游戏增加了怪物图鉴、快速存档功能、音乐播放器，并加入了使用前作Game Boy Advance重制版风格的新装备。如同前作的重制版，《最终幻想V Advance》使用了新的英文翻译。
原版游戏于2011年在日本发行Wii Virtual Console服务。PlayStation版作为PSone Classic在PlayStation Network上再发行，该版于2011年4月6日在日本发行，2011年4月13日在欧洲发行，2011年11月22日在北美发行。
2010年4月27日，史克威尔艾尼克斯制作人桥本真司称，《最终幻想V》任天堂DS重制版开发因“技术问题”至今“未决”。然而2010年6月24日，他补充称任天堂3DS重制已纳入考虑范围，但他将先“看一看3DS如何发展，然后再做决定”。2012年12月，史克威尔艾尼克斯宣布更新版游戏将于iOS AppStore发行。该强化移植版由Matrix Software开发，并于2013年3月28日在iOS设备上发行，Android版于9月26日发行。游戏使用了高分辨率画面，并使用由原版美工师涉谷员子设计的精灵图，游戏系统加入了八方向移动和自动战斗的新功能，并沿用了Game Boy Advance版的封印神殿和超级头目恩诺。

## 跨媒体

### 音乐
游戏原声由植松伸夫谱曲，计56首曲目。随游戏还发行了两碟装专辑，其收录67首曲目。植松最初估计游戏需要100多首曲目，但他设法将数字压缩到56。歌曲《亲爱的朋友》选为2004年音乐会巡演“Dear Friends -Music from Final Fantasy-”的标题曲目，植松选此歌曲以表示他对全球音乐爱好者支持的感谢。歌曲《大桥的死战》后来由崎元仁于2006年为《最终幻想XII原声音乐》而重编。
专辑《最终幻想V 5+1》于1992年发行，其收录了5首原版配乐，以及之前未使用的超级任天堂版《玛托娅的洞窟》，此曲原出自1987年FC游戏机上的《最终幻想》。重编选集《最终幻想V 亲爱的朋友》，13曲碟《钢琴辑 最终幻想V》，以及小批量重混《最终幻想V 曼波de陆行鸟》皆发行于1993年。最后，许多原版歌曲收录于北美《最终幻想选集原声音乐》中，《最终幻想选集》是两部游戏的合集。

### 原创动画录影带
1994年史克威尔发行了《最终幻想V》的后传原创动画录影带（OVA），名称为简单的“最终幻想”。OVA由动画工作室Madhouse制作，分为四个30分钟的日本VHS录像带。动画设定于游戏情节200年后，讲述了了四名战士——其中之一为巴兹的后代——从追求称为神的反派Deathgyunos手中保护风之水晶的故事。OVA由Urban Vision于1998年英文本地化，并以两卷VHS的形式，在北美发行以《最终幻想：水晶传说》为题发行。

## 評價
截至2007年12月，《最終幻想V》超級任天堂版售出245萬份，其中發行前兩個月售出200萬，日本Game Boy Advance版售出近26萬份。《最終幻想收藏集》在1999年售出愈40萬份，成為當年日本第31暢銷遊戲。北美《最終幻想選集》截至2004年售出36.4萬套。
雖然遊戲最初沒有在北美發行，但遊戲獲得了引入媒體褒貶不一的評價。1UP.com職員稱，雖然遊戲情節非常無力，但遊戲系統是“另一個故事”，其特別稱讚了職業系統和不同直接的組合能力，並為遊戲打了B-。Allgame的對情節和職業系統的觀點類似，並另外稱讚了遊戲改善的視覺顯示、選單系統和《最終幻想V》的整體導航，但“令人發狂的高遇敵率”“一般的選擇音色”和“褪色的”調色板傷害了遊戲的呈現，其為遊戲打了5/10分。
类似的，评论也给了《选集》版游戏褒贬不一的评价。GameSpot批评游戏“薄如纸的角色”和陈词滥调的情节，继而在游戏引出任务时缺少角色发展。他们继续称，游戏翻译糟糕，并被之前的两个爱好者翻译夺去光彩。IGN称《最终幻想V》的图形“过时”，但“引人入胜的”职业系统是游戏的亮点，并称赞了游戏音乐。《电子游戏月刊》对职业系统表达了相同观点，他们还称，尽管游戏间或加载时间长，但《最终幻想V》仍是购买合集的主因。
与之相对的是，Game Boy Advance移植版游戏的评论大多是正面的。GameSpot的评论称赞游戏比PlayStation版更亲切，称其“好于以往”，并引称其优秀的剧本本地化和大量的特别内容。他们继续称，虽然游戏角色似乎不讨喜欢，剧情感觉“不出所料且平庸”，但他们认为游戏仍然比当时大多数游戏更为精致。《任天堂力量》称“虽然在PlayStation上玩《最终幻想V》令人困烦，但GBA版是有趣的，因为其翻译大幅改进并有了新内容”，他们还称其为系列最佳作品的“决定性”版本之一。IGN给游戏打了8.5分，称其为掌上系统的“必备”，并继续称其始终是“有趣且令人惊奇的深度角色扮演游戏”。1UP.com称游戏从超级任天堂到Game Boy Advance的移植“稳如磐石”，并补充称虽然游戏情节一开始步伐缓慢，但却在逐步提高。评论还称赞游戏增加了内容，并除去《选集》版游戏带入的问题。GameDaily给游戏打了7/10，称虽然游戏令人愉快，但高遇敌率、为通过职业系统获得能力而不得不频繁战斗，以及其他问题使得游戏有时感到重复乏味。